# Park Narodowy Kakadu
Park Narodowy Kakadu (ang. Kakadu National Park) – park narodowy położony w północnej części Terytorium Północnego w Australii, charakteryzujący się wysokim stopniem różnorodności biologicznej i bogactwem świadectw kultury Aborygenów, którzy zamieszkują ten region nieprzerwanie od ponad 40 tys. lat.
W 1981 roku park został wpisany na listę światowego dziedzictwa UNESCO.

## Położenie
Park o powierzchni prawie 20 tys. km² jest największym lądowym parkiem narodowym na terenie Australii. Leży ok. 240 km na wschód od Darwin na Terytorium Północnym na północy kraju. Położony jest w regionie Alligator Rivers  – regionie trzech rzek:  East Alligator River, West Alligator River i South Alligator River. 
Obszar chroniony rozciąga się od wybrzeża i ujść rzek na północy przez terasy zalewowe, billabongi i niziny do skalistych grzbietów i kamienistych terenów na południu. Prawie 80% powierzchni parku pokrywa sawanna, a ujścia rzek i terasy zalewowe zajmują 500 km². 

## Historia
Region został objęty ochroną jako rezerwat Aborygenów w 1964 roku . Aborygeni zamieszkują ten region nieprzerwanie od ponad 40 tys. lat. Utworzenie parku narodowego zostało po raz pierwszy zaproponowane w 1965 roku. W 1972 roku powstał tu obszar ochrony przyrody . Sam park narodowy powołano do życia na mocy Ustawy o parkach narodowych i ochronie przyrody z 1975 roku (ang. National Parks and Wildlife Conservation Act) i utworzono w trzech etapach w latach 1979–1991. Pod koniec lat 70. XX w. aborygeńscy właściciele ziemi wydzierżawili swoje ziemie Dyrektorowi Parków Narodowych (ang. Director of National Parks), aby nimi wspólnie zarządzać jako parkiem narodowym. W uznaniu języka aborygeńskiego Gagudju (także „Kakadu”), którym posługuje się rdzenna ludność w regionie, park nazwano „Kakadu”. Park został proklamowany na mocy Ustawy o ochronie środowiska i różnorodności biologicznej z 1999 roku (ang. Environment Protection and Biodiversity Conservation Act 1999). W 2013 roku terytorium parku zostało poszerzone o obszar leśny Koongarra.
W 1981 roku park został wpisany na listę światowego dziedzictwa UNESCO. W 2007 roku park został wpisany na australijską Listę Dziedzictwa Narodowego. Od 2010 roku cały obszar park znajduje się na liście konwencji ramsarskiej.

## Administracja
Park administrowany jest wspólnie przez Dyrektora Parków Narodowych, zarządzającego parkami narodowymi Wspólnoty Narodów (ang. Commonwealth national parks) poprzez Parks Australia – część Departamentu ds. Środowiska i Energii (ang. Department of the Environment and Energy), i przez lokalnych aborygeńskich właścicieli ziemskich. Ok. 50% terenów parku to własność Aborygenów na mocy Ustawy o prawach do ziemi Aborygenów (Terytorium Północne) z 1976 roku (ang. Aboriginal Land Rights (Northern Territory) Act 1976), którzy roszczą prawa do pozostałego obszaru parku. Tytuł do własności ziemi aborygeńskiej posiadają trusty ziemskie, które dzierżawią ziemie Dyrektorowi Parków Narodowych. W 1989 roku powstała rada nadzorcza parku, w której 10 z 15 miejsc zajmują Aborygeni reprezentujący trusty. 

## Flora i Fauna
Park charakteryzuje się wysokim stopniem różnorodności biologicznej . Na jego terenie występuje wiele rzadkich i endemicznych gatunków roślin i zwierząt, w tym jedna trzecia wszystkich gatunków ptaków, jedna czwarta wszystkich gatunków ryb słodkowodnych i estuaryjnych, i jedna trzecia wszystkich gatunków nietoperzy żyjących na terenie Australii.  

### Flora

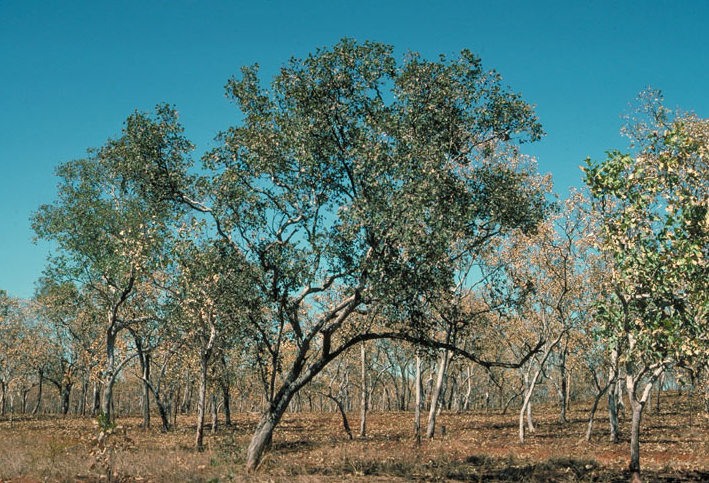
Eucalyptus koolpinensis

Na terenie parku odnotowano występowanie ok. 1600 gatunków roślin. Wiele z roślin wykorzystywanych jest przez Aborygenów do celów spożywczych i leczniczych. Z pospolitych gatunków rosną tu m.in. pandany, Aerva javanica i Eucalyptus miniata.
Brzegi rzek porośnięte są zaroślami mangrowymi, które hamują erozję oraz dają schronienie ptakom i innym wodolubnym zwierzętom w okresie lęgowym. Występuje tu 39 z 47 gatunków namorzyn odnotowanych na Terytorium Północnym.
Na obszarach zalewowych i mokradłach rosną m.in. lotosy orzechodajne, rośliny z rodzaju Melaleuca (przede wszystkim Melaleuca quinquenervia i Melaleuca irbyana) i grzybienie (m.in. Nymphaea violacea). 
Południową część parku stanowią suche niziny, porosłe połaciami trawy i drzewami eukaliptusowymi. Występują tu endemity: Eucalyptus koolpinensis, Eucalyptus tintinnans, Melaleuca argentea, Pandanus aquaticus i Utricularia vulva.
Wzdłuż wschodniej granicy parku na przestrzeni 500 km rozciąga się płaskowyż Arnhem Land Plateau z charakterystycznym klifem. Obszar ten nazywany „Stone Country”  porastają rośliny odporne na długie okresy suszy i wysokich temperatur, m.in. trawy nazywane „resurrection grasses” (dosł. „trawy zmartwychwstające”), które ulegają odwodnieniu podczas suszy i powracają do życia w 24 godziny po deszczu. W głębokich wąwozach rosną lasy kserofityczne zdominowane przez endemiczny gatunek Allosyncarpia ternata. Występują tu także: Curcuma australasica, Pityrodia jamesii i Pandanus basedowii.

### Fauna
Park charakteryzuje się bogactwem świata zwierzęcego – występuje tu m.in.: 
- ok. 280 gatunków ptaków[4]
- 60 gatunków ssaków[4]
- ok. 50 gatunków ryb słodkowodnych i estuaryjnych[4] [d]
- 120 gatunków gadów[4] [e]
- ok. 10 tys. różnych rodzajów owadów[4]

#### Ptaki

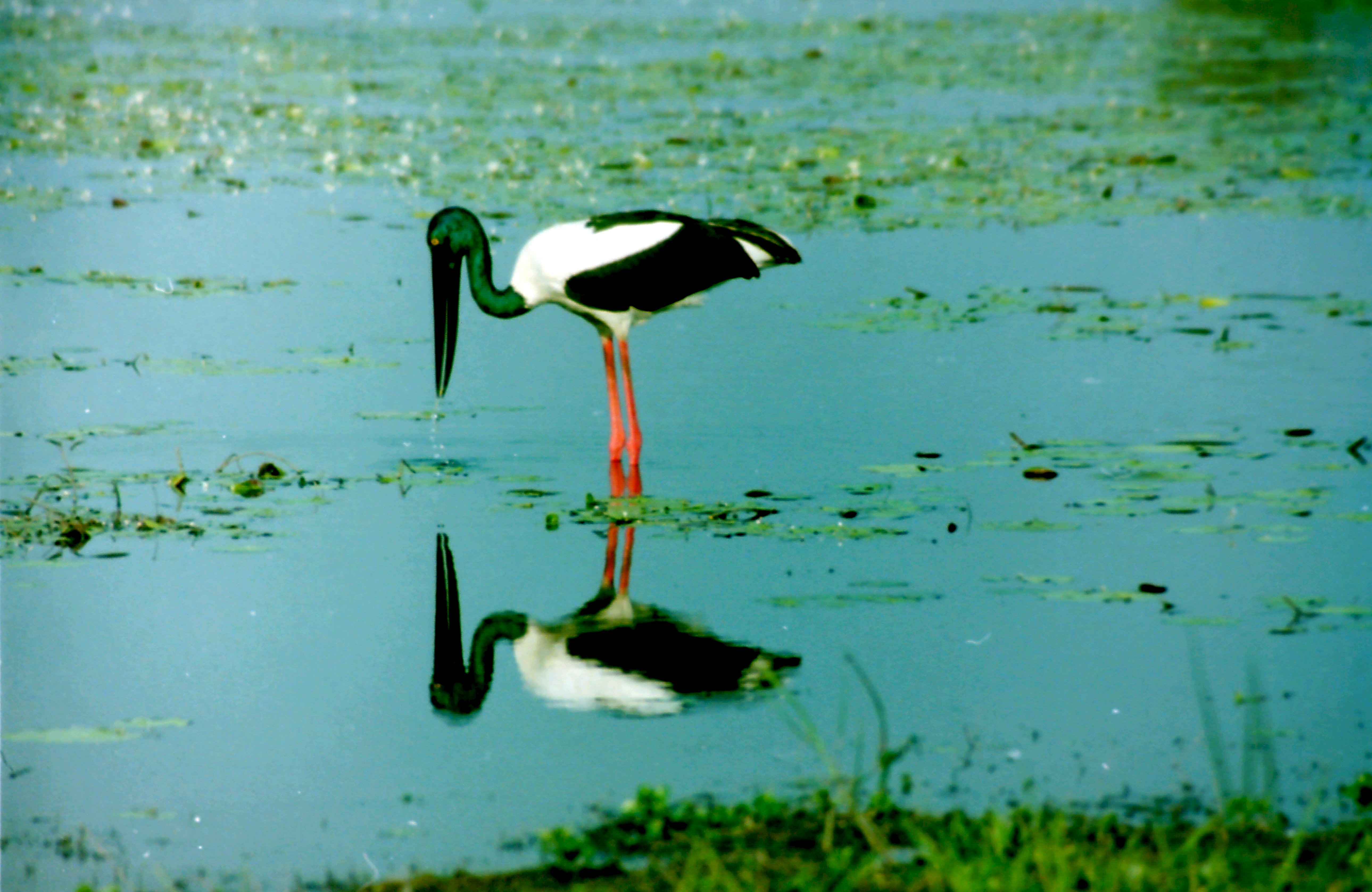
Żabiru czerwononogi

Na terenie parku żyje wiele gatunków ptactwa wodnego i ptaków preferujących obszary podmokłe, m.in. bezpłetwce, drzewice australijskie, żurawie australijskie, żabiru czerwononogie, bieliki białobrzuche, przedstawiciele rodziny długoszponów (np. długoszpon koralowy), rodziny zimorodkowatych (np. kukabura modroskrzydła). W lasach żyją przedstawiciele rodziny papug wschodnich (np. Loriini) oraz miodojady. Park zamieszkują także: gołąbki łuskowane, aborygenki maskowe i rdzawopióre, żałobnice rudosterne, krasnogonki szkarłatne, kurtaczki tęczowe, sowice szczekliwe, kanie czarne, kazarki nadobne, kulony australijskie, kaczuszki australijskie, żołny tęczowe, lorysy obrożne, wrony papuaskie, kanie złotawe i nogale zmienne.

#### Ssaki

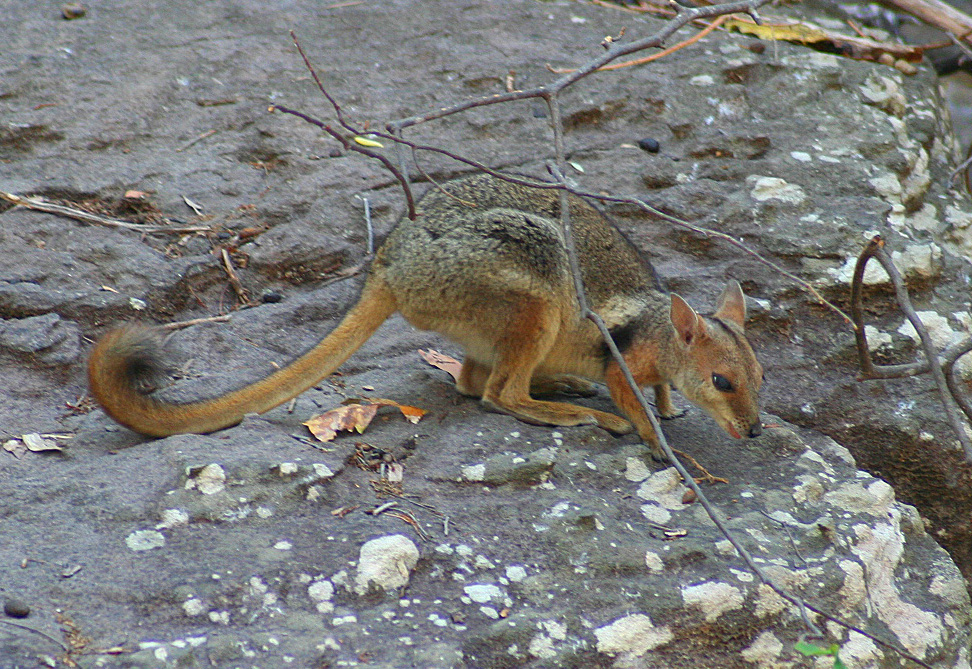
Skalniak krótkouchy

Park zamieszkuje osiem gatunków kangurowatych, m.in. kangur smukły, kangur antylopi, kangur czarny i skalniak krótkouchy. Park Kakadu stanowi również schronienie dla 26 gatunków nietoperzy, w tym czterech gatunków zagrożonych całkowitym wyginięciem. Spośród nietoperzy występują tu m.in. rudawki (np. rudawka żałobna). 
Park zamieszkują także: lotopałanki karłowate, myszowory pędzloogonowe, niełazy północne, krótkonosy wielkoogonowe, szczury aluwialne, dingo australijskie, skoczynoszczury czarnostope oraz diugonie przybrzeżne.

#### Gady

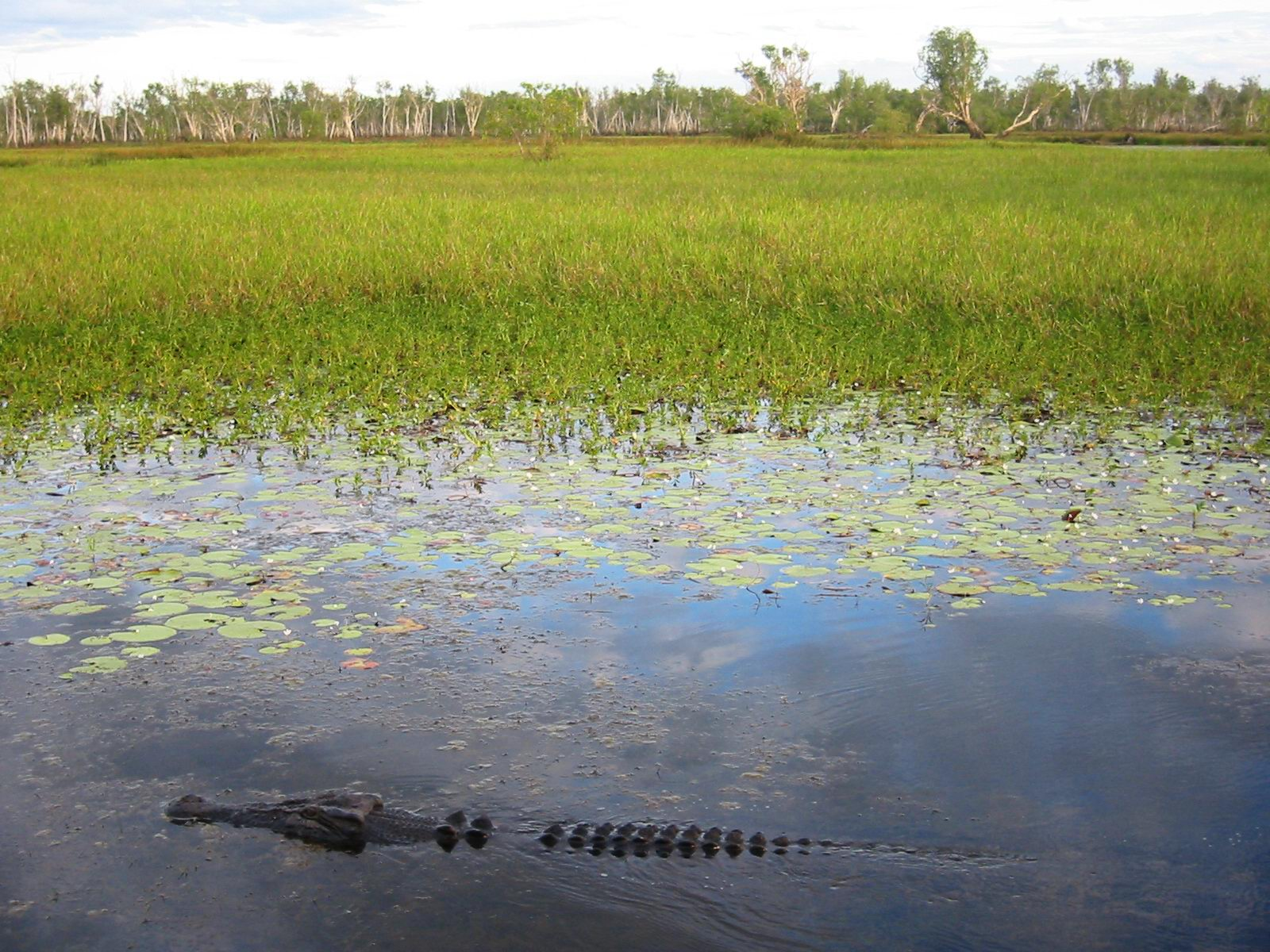
Krokodyl różańcowy, Yellow Water

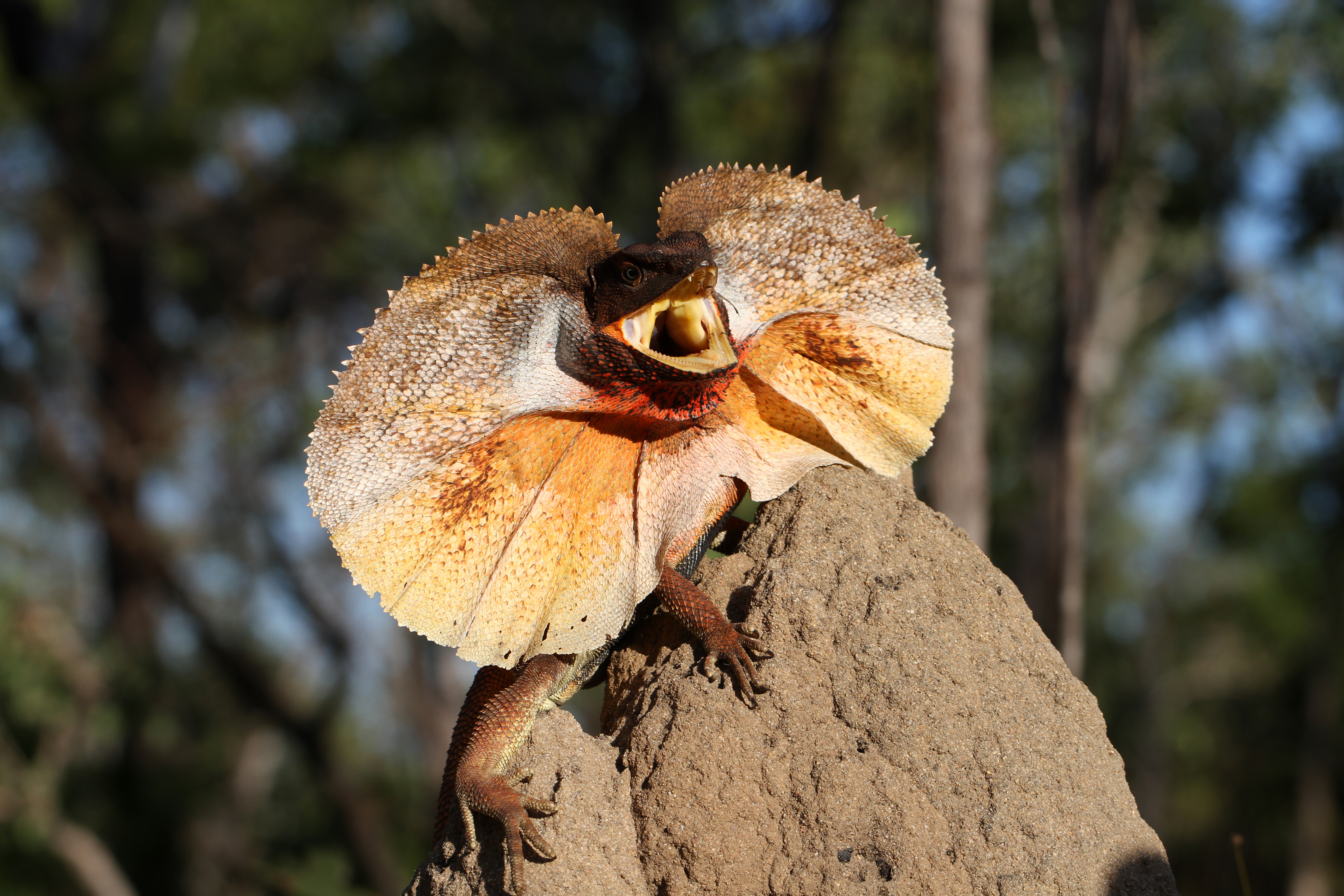
Agama kołnierzasta

Na terenie parku żyją krokodyle australijskie (osiągające 3 m długości) i krokodyle różańcowe (dorastające do 6 m). Odnotowano tu występowanie 37 gatunków scynkowatych, 36 gatunków węży, z których 4 stanowią potencjalnie śmiertelne zagrożenie dla człowieka: Oxyuranus, Acanthophis, mulga zwyczajna i nibykobra brunatna, oraz 11 gatunków żółwi (m.in. Emydura tanybaraga, Elseya dentata, Myuchelys latisternum, Chelodina, miękkoskórek dwupazurzasty i żółw natator). Rodzaj jaszczurek Varanus reprezentowany jest przez 11 gatunków, żyją tu m.in. waran piaskowy i waran wodny.
Park zamieszkują również brodawkowcowate (np. brodawkowiec arafurski), pytony z gatunków Liasis fuscus i Simalia oenpelliensis, pyton oliwkowy, agamy (np. agama kołnierzasta) oraz przedstawiciele rodzaju Nephrurus.

#### Płazy
Wśród płazów zamieszkujących park wyróżniają się Limnodynastes convexiusculus, australorzekotka szmaragdowa, notaden i Litoria coplandi.

#### Ryby
Wody parku zamieszkują m.in. Toxotes lorentzi, Hephaestus fuliginosus, Macquaria australasica, Anodontiglanis dahli, Lates calcarifer, Scleropages jardini i Strongylura kreffti.

#### Owady
Na terenie parku występują prostoskrzydłe (m.in. Petasida ephippigera), chrząszcze, muchówki (w tym ochotkowate), termity, motyle dzienne i nocne, pszczoły, trzonkówki, mrówkowate (m.in. Oecophylla smaragdina), ważki różnoskrzydłe i równoskrzydłe, chruściki, i jętki.

## Kultura

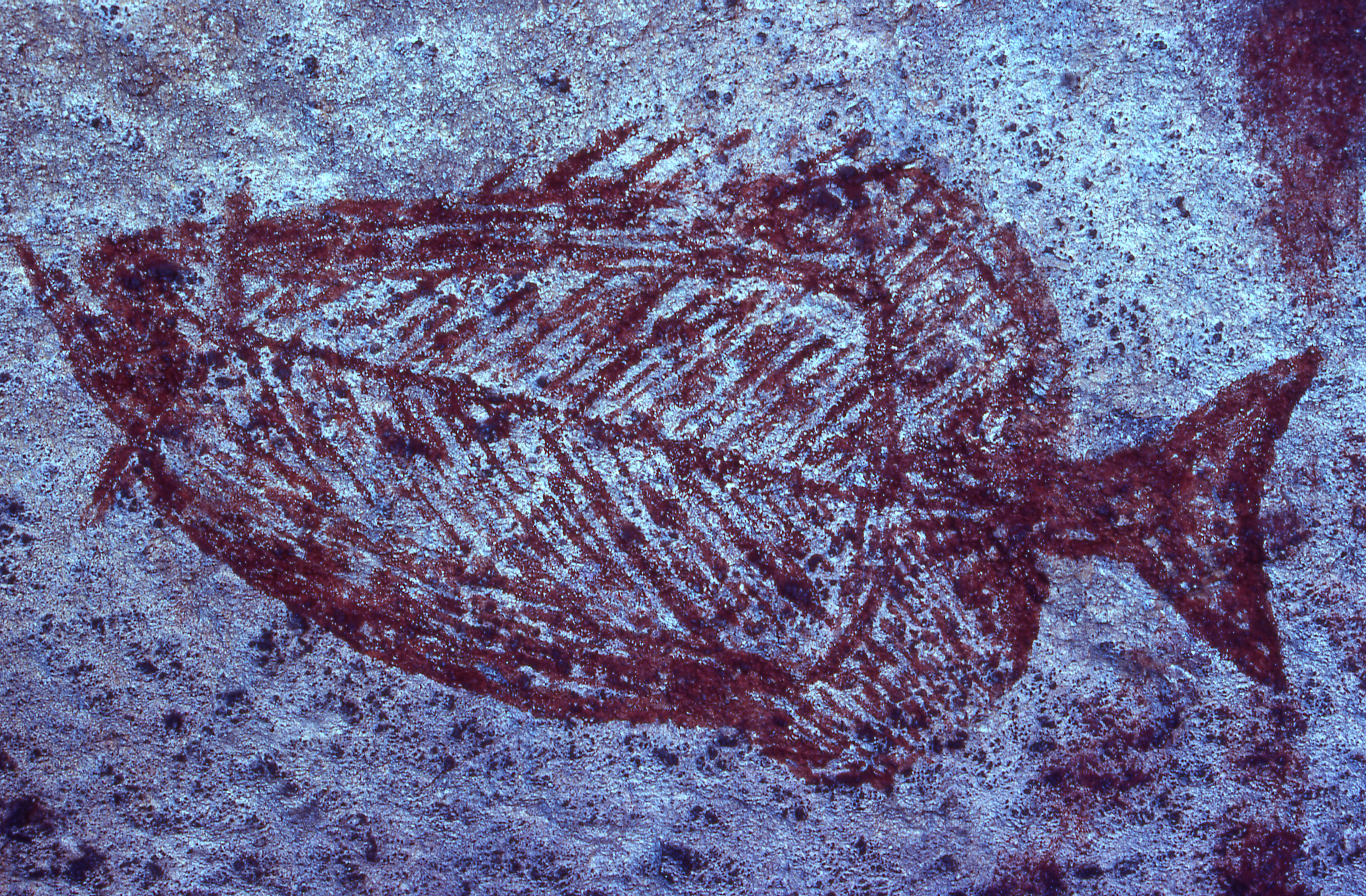
Ubirr – rysunek naskalny

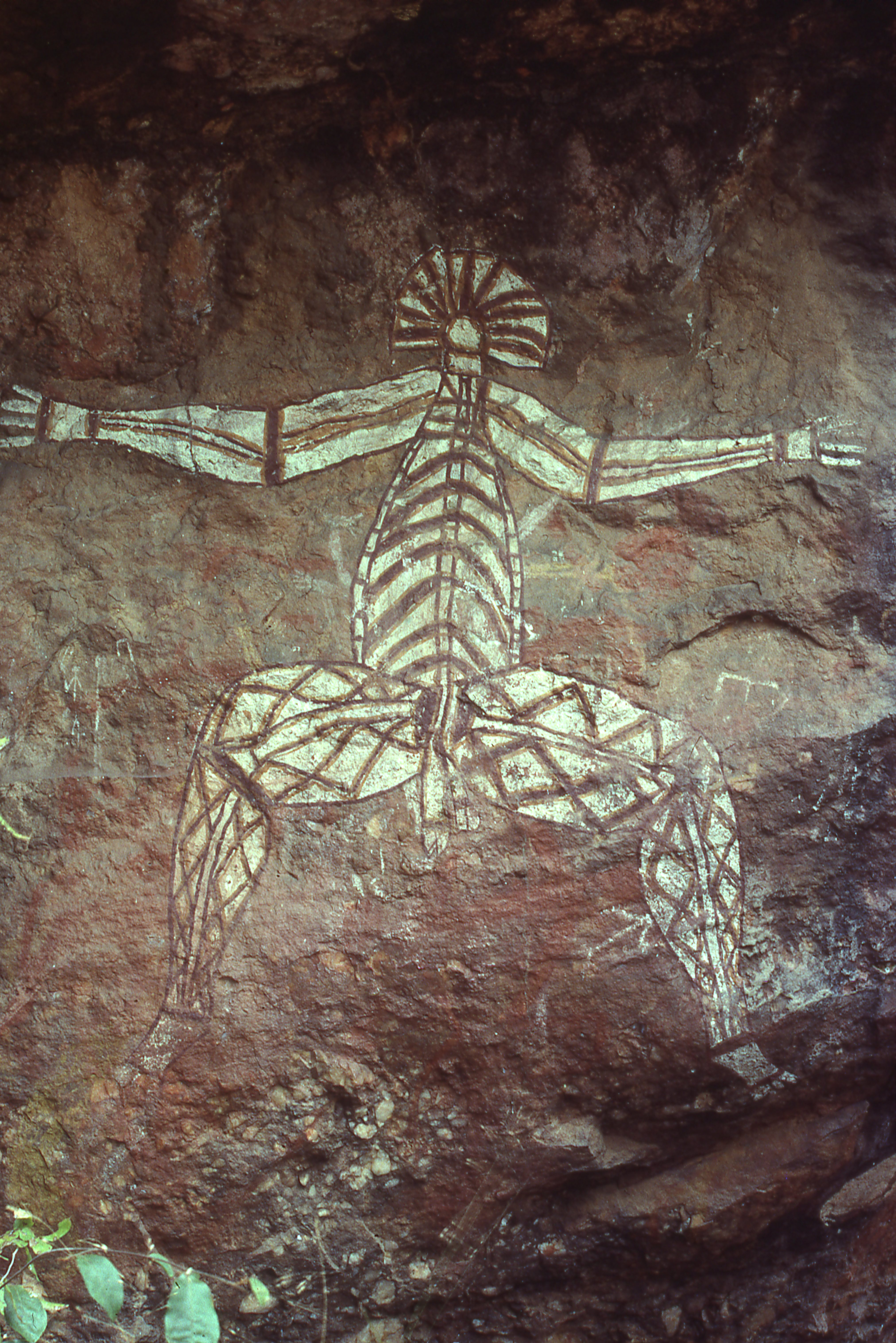
Nourlangie – rysunek naskalny

Region parku jest jednym z najwcześniejszych miejsc osadnictwa ludzkiego na kontynencie australijskim – pierwsi Aborygeni pojawili się tu ok. 50 tys. lat temu . Na terenie parku odkryto ok. 5000 stanowisk ze sztuką naskalną Aborygenów, przy czym archeolodzy szacują, że takich miejsc może być tu nawet 15 tys.  Odkryto rysunki naskalne, malowidła jaskiniowe oraz wiele śladów działalności Aborygenów. Wiek niektórych rysunków szacowany jest na 20 tys. lat . 

### Ubirr i Nourlangie
Rysunki na skałach w miejscu nazywanym przez Aborygenów Ubirr pochodzą z ostatnich 1500 lat. Przedstawiają m.in. podobizny Sióstr Namarrgarn i Tęczowego Węża, który według wierzeń przybrał ludzką postać i namalował swój autoportret, by przypomnieć ludziom o swojej obecności. Ukazują bogactwo lokalnej flory i fauny, m.in. ryby, ptactwo wodne, małże, walabie, goanny, kolczatkowate i jamy. Jeden z rysunków przedstawia również „białego człowieka” w koszuli, spodniach i butach, trzymającego ręce w kieszeniach – jest to najprawdopodobniej namalowany w latach 80. XIX wieku łowca zdziczałych wołów domowych, które to introdukowano na północy Australii w latach 1825–1843. Inny rysunek przedstawia wilkowora tasmańskiego – gatunek wymarły w Australii 2000–3000 lat temu.  
W Nourlangie znajdują się również współczesne rysunki autorstwa Nayombolmi, znanego również jako Barramundi Charlie. 

## Galeria

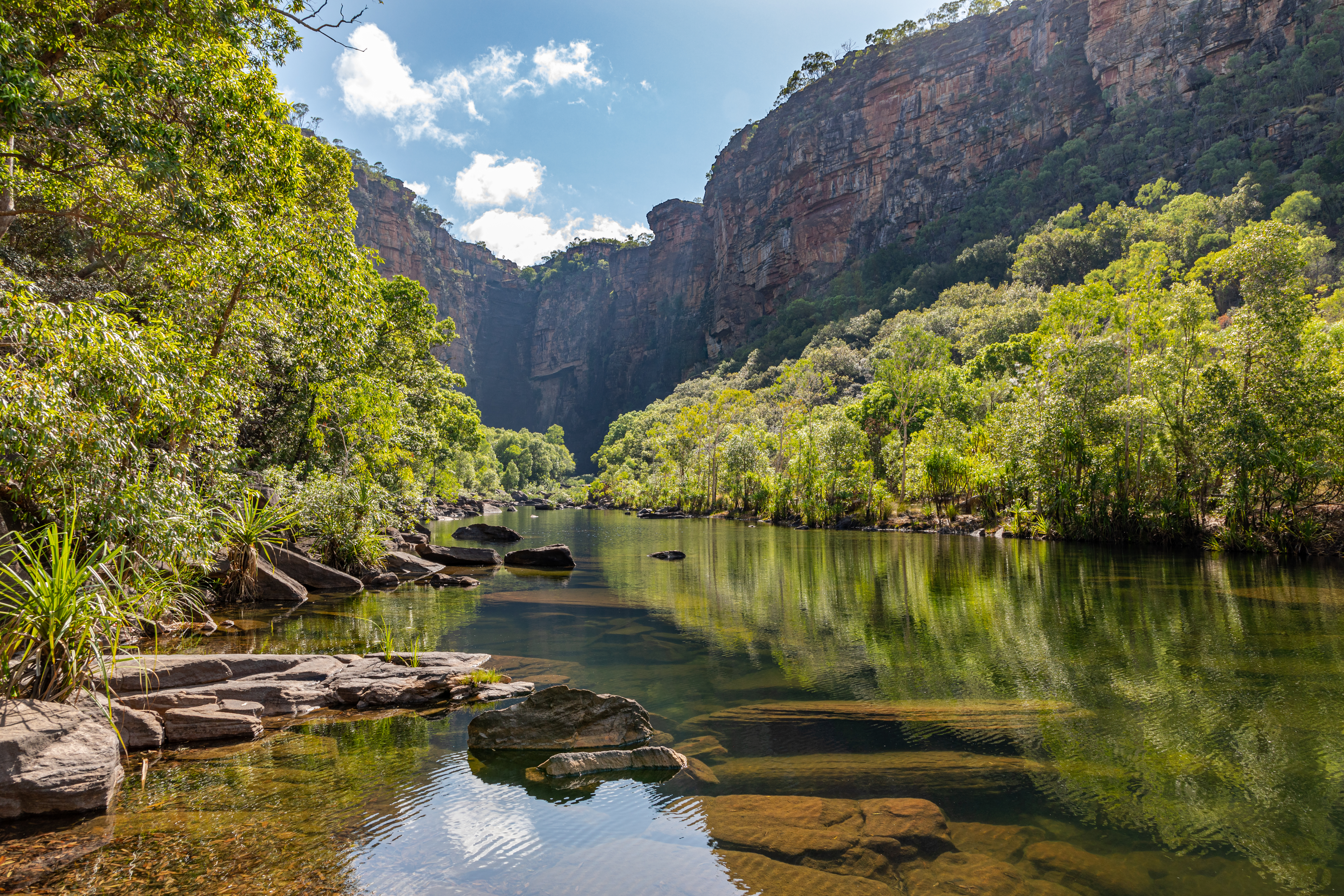
Jim Jim Creek
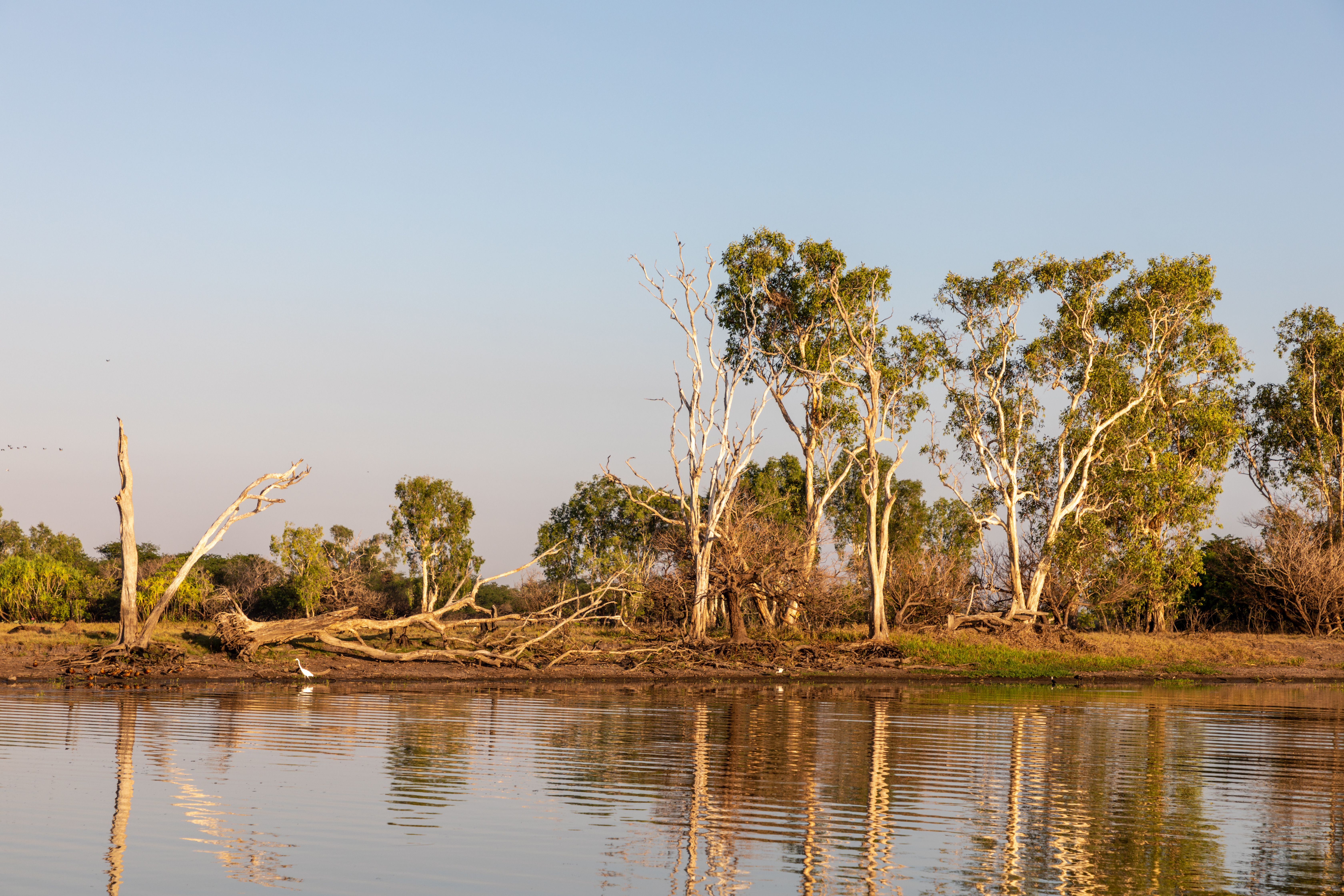
Yellow Water
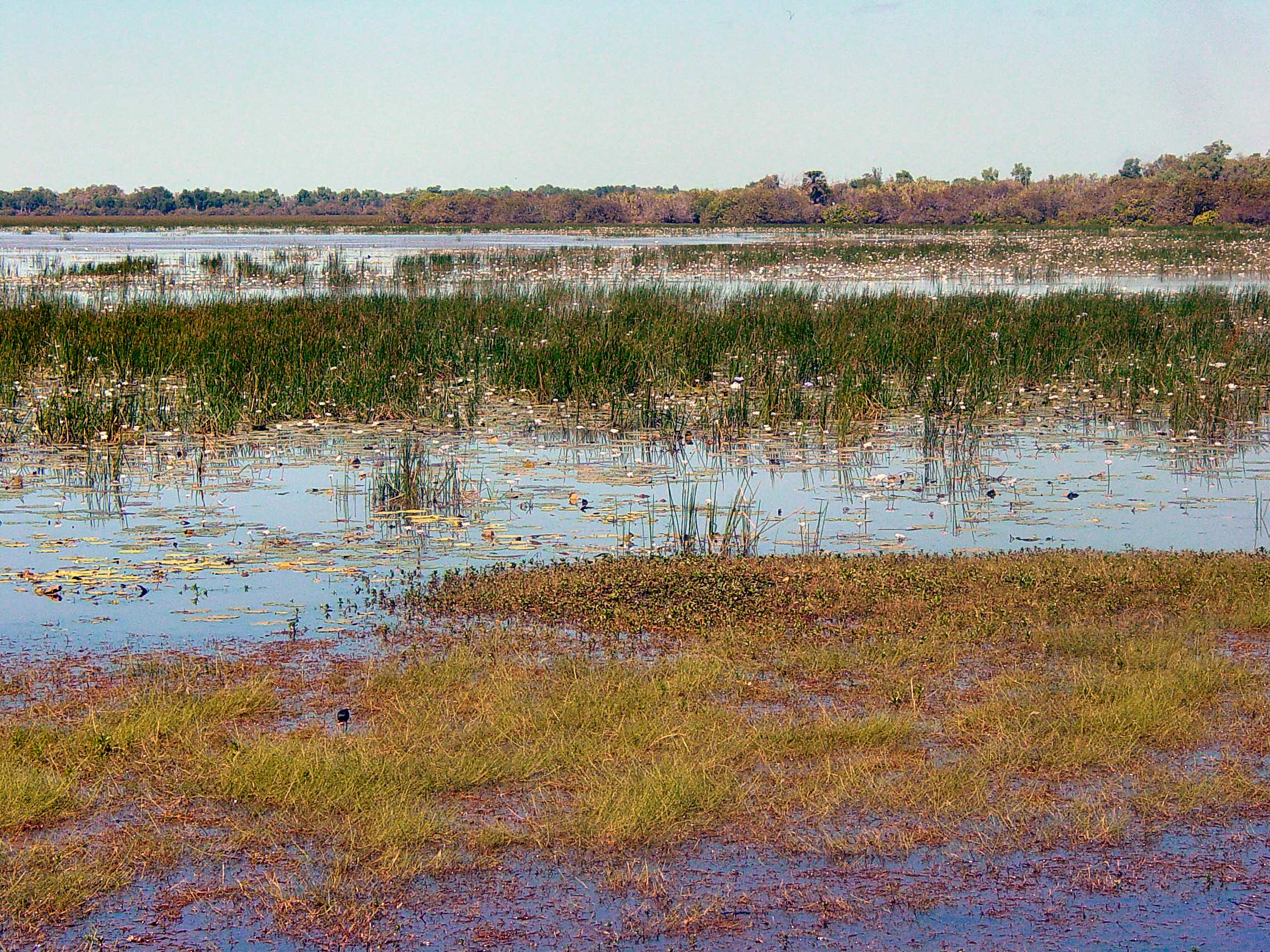
Mamukala Billabong
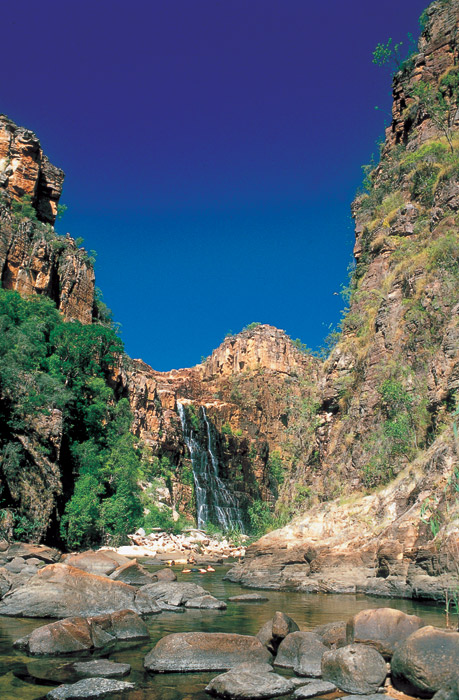
Twin Falls
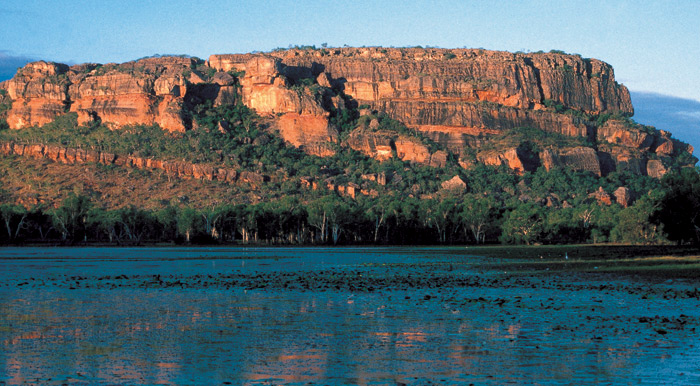
Nourlangie Rock
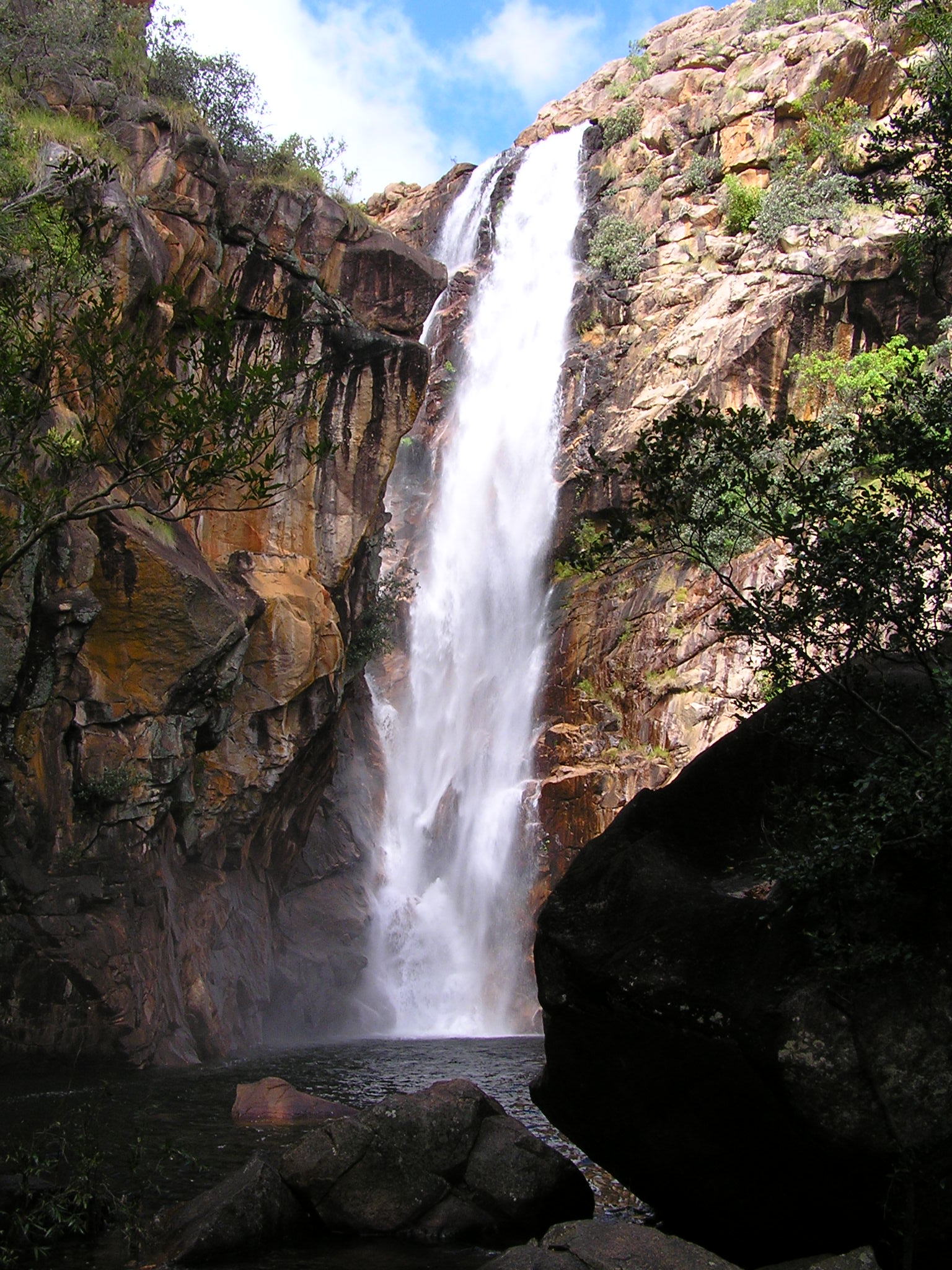
Motor Car Falls